# 代米諾-亞歷山德里夫卡
50°1′50″N 38°14′0″E / 50.03056°N 38.23333°E
德米諾-亞歷山德里夫卡（烏克蘭語：Демино-Олександрівка）是位於烏克蘭東部的村莊，由盧甘斯克州斯瓦托韋區的特羅伊茨凱市鎮負責管轄。該村始建於1687年，面積36.5平方公里，海拔高度115米，2001年人口792，人口密度每平方公里21.7人。